# Duseviulisoma camerunense
Duseviulisoma camerunense är en mångfotingart som beskrevs av Carl Graf Attems 1931. Duseviulisoma camerunense ingår i släktet Duseviulisoma och familjen orangeridubbelfotingar. Inga underarter finns listade i Catalogue of Life.